# Ordine di Burma
L'Ordine di Birmania (inglese: Order of Burma) è un Ordine cavalleresco della colonia britannica della Birmania, al tempo in cui fu resa autonoma dell'Impero d'India nel 1937, pur rimanendo parte integrante dell'Impero britannico.

## Storia
L'Ordine venne fondato da re Giorgio VI del Regno Unito con decreto reale del 10 maggio 1940 e conferito in un'unica classe di benemerenza, quella di Membro, a cui spettano le lettere postnominali "OB", per anzianità, fedeltà e onorevole servizio, e dal settembre 1945, anche per premiare atti di coraggio e valore, a favore degli ufficiali nativi birmani dell'esercito, delle forze di frontiera e della polizia militare birmani.
Solo 33 persone furono insignite di tale onorificenza in quanto nel 1948 la Birmania ottenne l'indipendenza dal Regno Unito e il governo fondò, il 2 settembre 1948, l'Ordine dell'Unione Birmana (Pyidaungsu Sithu Thingaha) con l'intento di rimpiazzare l'Ordine. Da allora l'Ordine non è stato più conferito, ma non essendo stato mai ufficialmente abolito, è considerato quiescente.

## Insegne
- La medaglia è composta da una stella raggiante a sole di 39 mm di diametro, con un disco centrale smaltato su cui figura una pavone con la coda aperta a ruota, e circondato dall'iscrizione "ORDER OF BURMA", sopra il medaglione vi è una corona imperiale dorata.
- Il nastro è verde scuro con due strisce blu elettrico ai lati.